# Вулиця Юрія Пасхаліна (Київ)
Ву́лиця Юрія Пасхаліна — вулиця в Дарницькому районі міста Києва, місцевість Нова Дарниця. Пролягає від Привокзальної площі та Привокзальної вулиці до вулиці Юрія Литвинського. 
Прилучаються вулиці Павла Чубинського, Ісмаїла Гаспринського, Геннадія Афанасьєва і Новодарницька.

## Історія
Вулиця відома з початку XX століття під назвою Центральна. 
У середині 1920–х — на початку 1930-х років набула назву вулиця Ілліча, за ім'ям по батькові російського політичного діяча Володимира Ілліча Ульянова-Леніна. Під час нацистської окупації міста в 1941—1943 роках — вулиця Григорія Сковороди, на честь видатного українського філософа. По війні знову мала назву вулиця Ілліча.

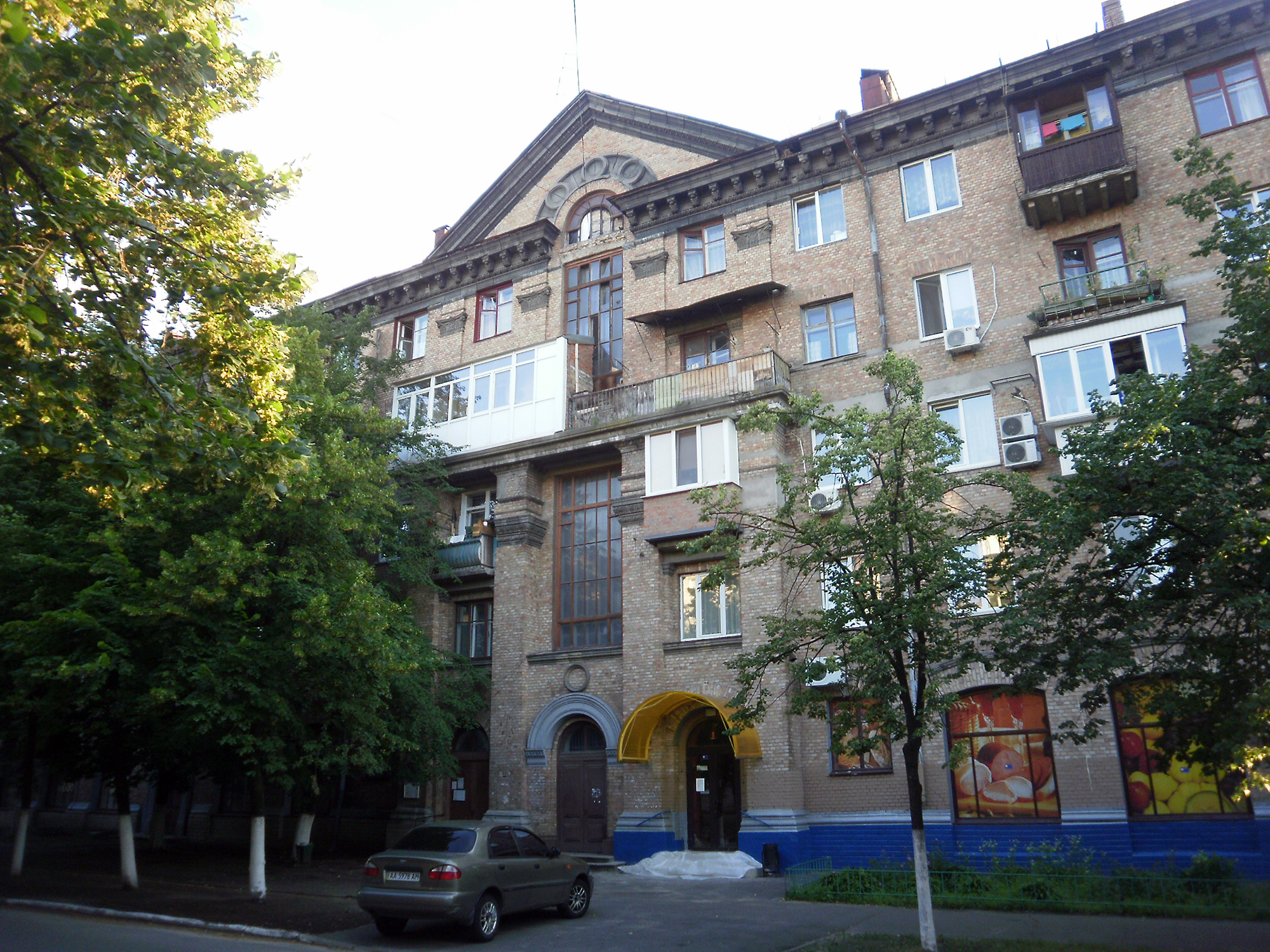
№ 10/5 – проєкт 1-406-13, 1956 р.

У червні — серпні 2015 року Київська міська державна адміністрація провела громадське обговорення щодо перейменування вулиці на честь журналіста, Героя України, Героя Небесної сотні В'ячеслава Веремія. Враховуючи негативні результати обговорення, комісією з питань найменувань при Київському міському голові було рекомендовано запропонувати інший варіант перейменування.
Сучасна назва на честь Героя України, Героя Небесної сотні Юрія Пасхаліна — з 2016 року.
19 червня 2023 року на вулиці демонтували погруддя Юрію Гагаріну.

## Установи та заклади
- Центр технічної творчості та професійної орієнтації шкільної молоді Дарницького району (буд. №15)
- Дитяча художня школа №11 (буд. №15а)